# Lagstiftning
Lagstiftning är den process genom vilken en ny lag tillkommer, en gammal lag ändras eller upphävs.  
Lagstiftning i mer vidsträckt bemärkelse är normgivning, som avser alla slags rättesnören som utgör föreskrifter i en grundlags mening, och även andra än lagar. Lagstiftningen utgör det centrala inslaget i normgivningen för ett samhälle.

## Lagstiftningsprocessen i Sverige
Den svenska lagstiftningsprocessen är indelad i olika moment. Införandet av nya lagar kan innebära färre steg vid mindre lagändringar, men för mer omfattande lagändringar följs nästan alltid samma ordning. I och med Sveriges inträde i EU finns idag två sätt varpå nya lagar kan introduceras i Sverige. Nedan beskrivs den svenska lagstiftningsprocessen i de fall då EU inte är inblandat. 

### Utredning tillsätts
Det första steget är att regeringen — eller i mer sällsynta fall, riksdagen — tar initiativ till att tillsätta en statlig utredning. Utredningen lägger fram ett förslag till förändring i form av en rapport som går igenom frågan grundligt. Rapporten publiceras i den serie utredningar som kallas Statens offentliga utredningar (SOU). Regeringen kan också välja att utreda en fråga internt inom regeringskansliet. Sådana utredningar publiceras i Departementsserien (Ds).
Vid utredningens slut skickas utredningens förslag på remiss till ett antal remissinstanser, organisationer och i vissa fall enskilda experter som anses ha väsentliga saker att säga att om förslaget. Remissinstanserna återkommer, om de vill, till departementet med sina synpunkter. När remissvaren har kommit in till ansvarigt departement sammanställs de av departementets tjänstemän. Sammanställningar av svaren på vissa större utredningar kan publiceras som en rapport i Departementsserien.

### Proposition
Därefter skriver departementet ett utkast till en proposition. Denna innehåller såväl lagförslag som en bakgrundsbedömning av frågan — ett förarbete. Texten skickas också på så kallad delning till andra berörda departement inom Regeringskansliet så att de kan lämna synpunkter.
Utkastet till lagtext, lagrådsremissen, skickas vanligtvis till Lagrådet för yttrande. Lagrådet har till uppgift att se över ifall propositionen strider mot grundlagen. Lagrådet lämnar sina synpunkter på lagrådsremissen i form av ett yttrande som publiceras på Lagrådets webbplats. Lagrådet har emellertid ingen vetorätt. Regeringen kan alltså lägga fram förslaget inför riksdagen även om det strider mot Lagrådets rekommendation. Denna procedur har kritiserats som svag i jämförelse med lagprövningen i många andra demokratiska länder.
Efter lagrådets granskning tas en slutlig version av propositionstexten fram av det ansvariga departementet. 

### Riksdagen behandlar förslaget
När regeringen beslutat om en proposition skickas den till riksdagen. Det riksdagsutskott inom riksdagen som ansvarar för propositionens område behandlar propositionen och skriver ett utskottsbetänkande. Det är en skrivelse till övriga riksdagen med förslag till riksdagsbeslut, det vill säga om och hur det skall stiftas nya lagar. Riksdagsledamöterna kan även komma med motförslag eller förslag på ändringar i form av egna motioner som svar på propositionen. 
Lagstiftning kan också komma till som en följd av att en eller flera riksdagsledamöter lagt en motion spontant, utan samband med en regeringsproposition. Betydligt fler motioner än propositioner läggs fram som förslag till riksdagen. I princip alla motioner som läggs fram avslås emellertid. Regeringspartiernas riksdagsledamöter väntas istället påverka propositionerna genom sina partier. Oppositionens ledamöter får sällan igenom sina förslag.

### Lagen kungörs och införs
Ifall riksdagen ställer sig bakom regeringens proposition eller någon motion och beslutar om en ny lag, får regeringen i uppdrag att kungöra den nya lagen. Detta gör regeringen via Svensk författningssamling, det så kallade SFS-systemet.